# Provincia di Isabel
La provincia Isabel è una delle nove province delle Isole Salomone.
Ha una superficie di 4.136 km² e 20.421 abitanti (Censimento 1999)